# Elbaiet
Het mineraal Elbaiet is een sterk van kleur wisselend boor-houdend natrium-lithium-aluminium-silicaat en het cyclosilicaat behoort tot de groep der toermalijnen. Synoniem van Groene Toermalijn: Verdeliet. Synoniem van Roze Toermalijn: Rubbeliet.

## Eigenschappen
De eigenschappen van het mineraal zijn hetzelfde als die van toermalijn. Elbaïet bevat lithium en is doorzichtig tot doorschijnend. Elbaïet kan kleurloos (variëteit achroïet), roze tot felrood (variëteit rubelliet), blauw tot groenblauw (variëteit indigoliet), groen tot donkergroen (variëteit verdeliet) of veelkleurig zijn. 

## Naamgeving
Het mineraal is genoemd naar het Italiaanse eiland Elba.

## Voorkomen
Elbaïet is vrij zeldzaam. Het wordt onder andere gevonden in Italië, de voormalige Sovjet-Unie (de Oeral, Transbaikal, Kazachstan), de Verenigde Staten en Brazilië.

## Industriële toepassing
Het mineraal wordt soms bewerkt tot edelsteen (facetstenen, cabochons).